# Albert Behaeghel
Albert Émile Léon Behaeghel (Duinkerke, 30 oktober 1856 - Ukkel, 6 november 1941) was een Belgisch rechtsgeleerde, hoogleraar aan de Université libre de Bruxelles en senator.

## Biografie
Albert Behaeghel werd doctor in de rechten en hoogleraar aan de rechtenfaculteit van de Université libre de Bruxelles. Van 1906 tot 1909 was hij decaan van de faculteit.
Hij werd bestuurder, namens de stad Brussel, van de Berg van Barmhartigheid.
In 1918-1919 was hij korte tijd liberaal senator voor Brussel, in opvolging van de tijdens de Eerste Wereldoorlog overleden Louis Catteau. Hij was er verslaggever van het wetsontwerp dat het sekwester op Duitse goederen moest rechtvaardigen en regelen.
Behaeghel was vrijmetselaar in de loge Les Amis Philanthropes. Hij was ook lid van de Belgische Opperraad voor de Vrije en Aangenomen Schotse Ritus.